# كركنديات المياه العذبة
كركنديات المياه العذية أو فصيلة كامباريدي (الاسم العلمي: Cambaridae)، هي أكبر الفصائل الثلاث لجراد المياه العذبة، تضم أكثر من 400 نوع. معظم الأنواع في الفصيلة موطنها الأصلي الولايات المتحدة شرق خط تقسيم قاري للأميركتين والمكسيك، لكن هناك عددًا أقل يمتد شمالًا إلى كندا، وجنوبًا إلى غواتيمالا وهندوراس. تعيش ثلاث أنوع في جزيرة كوبا. الأنواع الموجودة في جنس Cambaroides هي الوحيدة الموجودة خارج أمريكا الشمالية، حيث يقتصر وجودها في شرق آسيا.